# Salvador Elizondo
Pour les articles homonymes, voir Elizondo.
Salvador Elizondo Alcalde, né à Mexico le 19 décembre 1932 et mort le 29 mars 2006 dans la même ville, est un écrivain, essayiste, poète, dramaturge traducteur, critique et journaliste mexicain. Il est considéré comme l'auteur le plus original et avant-gardiste de la génération des années 1960 au Mexique. Ses romans les plus célèbres sont Farabeuf ou la chronique d'un instant (1965) et L'hypogée secrète (1968). Il est aussi l'auteur du graphographe (1972), une suite de textes courts réalisant une expérience linguistique d'abréviations. Sous l'influence d'auteurs comme James Joyce ou Ezra Pound, il a développé un style littéraire cosmopolite, en marge des courants réalistes et nationalistes qui ont marqué cette époque.

## Biographie
Étant le fils du diplomate et producteur de films Salvador Elizondo Pani, il est dès sa première jeunesse mis au contact du cinéma et de la littérature. Enfant, il passe plusieurs années dans l'Allemagne d'avant la Seconde Guerre mondiale, puis va étudier trois ans dans une école militaire en Californie. Il étudie ensuite les Beaux-Arts (disciplines) à Mexico et la littérature à l'université d'Ottawa, à Cambridge, à la Sorbonne, à Pérouse, à l'Université nationale autonome du Mexique (UNAM), et le cinéma à l'IDHEC. Il est le fondateur des journaux SNOB et NuevoCine et contribue aux revues Vuelta, Plural et Siempre, entre autres.
En 1965 il reçoit le prix Xavier-Villaurrutia pour son roman Farabeuf ou la chronique d'un instant. Il participe à la fondation  du Collège de Mexico (El Colegio de Mexico), où il étudie le chinois. Il est professeur à l'UNAM et membre de la Fondation Ford pour les bourses d'études à New York et San Francisco, membre du Centre mexicain des écrivains en 1963-1964, et également membre de la Fondation Guggenheim en 1968-1969.
En 1990, il se voit décerner le Prix national de littérature. Il siège, à partir de 1976, à l'académie mexicaine de la Langue (Academia Mexicana de la Lengua) et au Collège national de 1981 jusqu'à sa mort survenue en 2006.
Il a épousé en premier noces Michele Alban, avec qui il a eu deux filles: Mariana et Pia Elizondo. Il se remaria avec la photographe mexicaine Paulina Lavista.
Il est le deuxième écrivain mexicain après Octavio Paz à avoir fait l'objet d'un hommage posthume au Palais des Beaux arts (Palacio de Bellas Artes).

## Œuvres
- Poèmes, 1960.
- Luchino Visconti (critique), 1963.
- Farabeuf o la crónica de un instante (Farabeuf ou la chronique d'un instant, roman), 1965.
- Narda o el verano (Narda ou l'été, contes), 1966.
- Autobiographie, 1966.
- El hipogeo secreto (L'hypogée secret, roman) 1968.
- Cuaderno de escritura (Carnet d'écriture, critiques et textes), 1969.
- El retrato de Zoe (Le portrait de Zoé, histoires), 1969.
- El grafógrafo (Le graphographe, textes et récits), 1972.
- Contextos (Contextes, articles critiques), 1973.
- Museo poético (Musée poétique, anthologie de la poésie moderne mexicaine), 1974.
- Antología personal (Anthologie personnelle, textes inédits), 1974.
- Miscast (comédie lyrique en trois actes), 1981.
- Camera lucida (Caméra lucide, texte), Mexico, 1983.
- La luz que regresa (La lumière qui revient, textes), 1984.
- Elsinore: un cuaderno (Elseneur : un carnet, récit), 1988.
- Estanquillo (texte), 1992.
- Teoría del infierno (Théorie de l'enfer), 1993.
- Pasado anterior (Passé antérieur).

## Source
- (es) Cet article est partiellement ou en totalité issu de l’article de Wikipédia en espagnol intitulé « Salvador Elizondo » (voir la liste des auteurs).